# Duria Antiquior

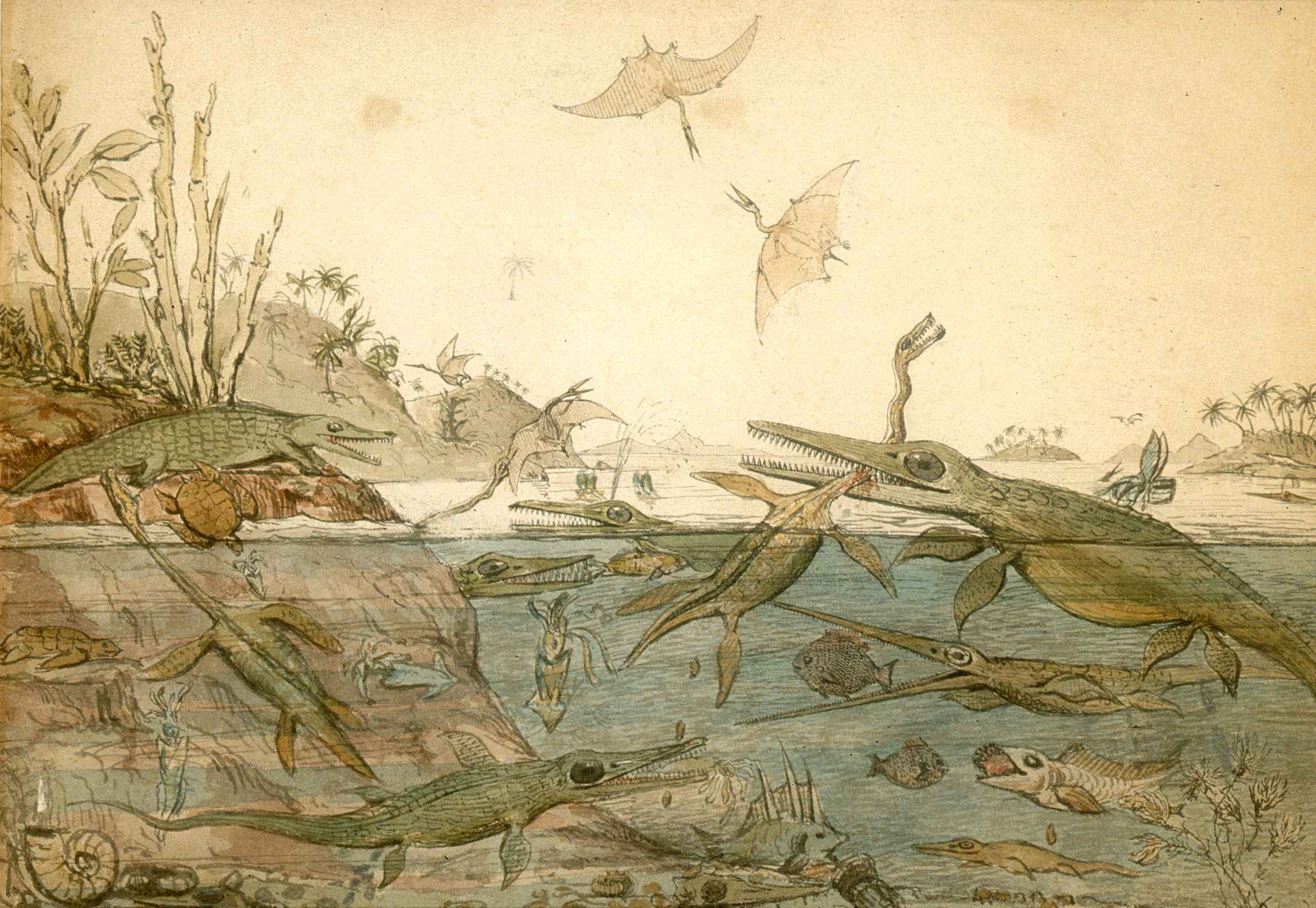
Duria Antiquior - A more Ancient Dorset är en akvarell målad 1830 av geologen Henry De la Beche som baseras på fossil hittade av Mary Anning och var det första försöket att avbilda en scen från "urtiden" baserad på vetenskapliga belägg. Originalet förvaras på National Museum Cardiff.

Duria Antiquior, a more ancient Dorset (latin Duria (Provincia) "Dorset", antiqiuor "tidigare") var den första avbildningen av en scen ur det förhistoriska livets historia som grundade sig på vetenskapliga belägg, en genre som nu kallas "paleokonst" (engelska "paleoart"). Det hade förekommit avbildningar tidigare av hur man trodde att djur såg ut, men inga bilder ur deras "vardag". Originalet är en akvarell målad 1830 av den engelske geologen Henry De la Beche och bygger på fossil som hittats vid Lyme Regis i Dorset av fossilsamlaren Mary Anning. De la Beche uppdrog åt George Johann Scharf att framställa litografier av målningen som han sedan sålde till vänner för att ge Mary Anning ett finansiellt stöd. Trycket användes i utbildningssyfte, bland annat av William Buckland, och inspirerade till andra liknande avbilningar som sedan började uppträda i både vetenskaplig och populär litteratur. Flera versioner av scenen kom med tiden att produceras. 

## Tillkomsten av målningen och litografin

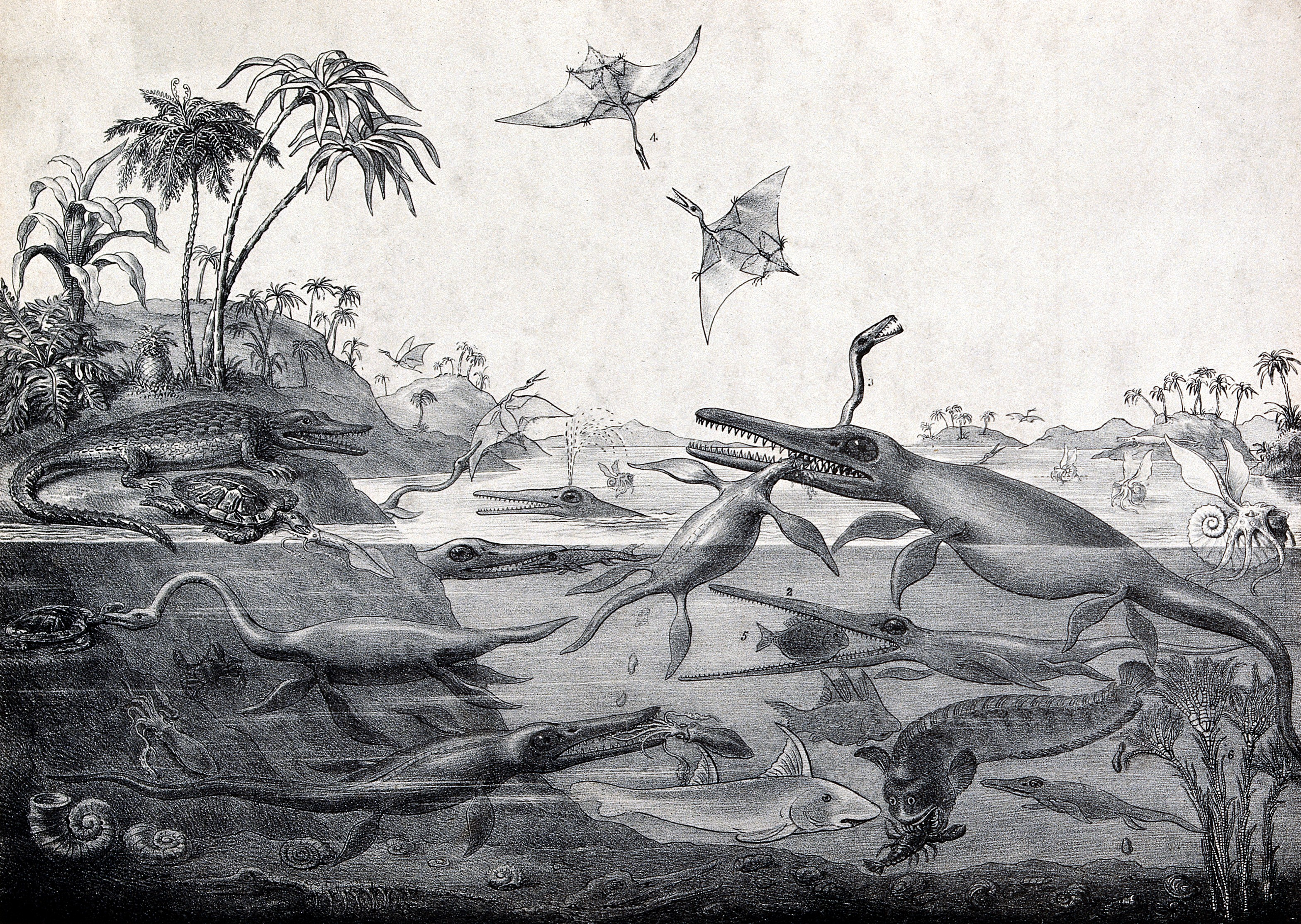
Litografin som producerades av George Johann Scharf efter De la Beches förebild.

Mary Anning var 1830 välkänd för de främsta brittiska geologerna och fossilsamlarna för sin förmåga att hitta viktiga fossil i de jurassiska kalkstens- och skifferformationerna kring semesterorten Lyme Regis vid kusten av Dorset och för sin kunskap och skicklighet i att samla, rekonstruera och preparera dem. William Conybeares beskrivningar av några av de fossil av marina reptiler hon hittat, bland annat den första fisködlan som igenkänts som en sådan och de två första svanödlorna som någonsin hittats hade skapat sensation i vetenskapliga kretsar. William Buckland erkände att Anning gjort två viktiga observationer rörande vissa avvikande fossil som ibland hittades i bukregionen på fisködleskelett och som ofta innehöll fossiliserade fjäll och ben från fiskar, vilka fick honom att dra slutsatsen att det rörde sig om fossiliserade exkrementer. Denna upptäckt fick Buckland att skriva en livfull skildring av näringskedjan under lias. Den var denna beskrivning som inspirerade geologen Henry De la Beche, som hade arbetat tillsammans med Conybeare vid beskrivningen av fossilen, att skapa en bild av livet i det svunna Dorset.
Trots sin berömmelse i de geologiska kretsarna hade Anning ekonomiska problem på grund av de svåra tiderna och de långa och oförutsägbara mellanrummen mellan fossilfynden. På grund av den positiva reaktion som De la Beche fått på sin ursprungliga akvarell beslöt han att bistå Anning (som han träffat redan 1812 när han flyttade till Lyme Regis) genom att anlita illustratören Georg Scharf, som tidigare gjort litografier från Conybeares skisser av svanödle- och fisködleskelett, för att producera litografiska tryck utifrån akvarellen. Han sålde sedan dessa tryck för två pund och tio shilling styck till vänner och kollegor och skänkte förtjänsten till Anning.
Georges Cuvier hade tidigare publicerat teckningar av hur han trodde att vissa organismer sett ut när de levde och Conybeare hade ritat en berömd karikatyr av hur Buckland stack in sitt huvud i hyenornas lya i Kirkdalegrottan, men Duria Antiquior var den första bild föreställande en scen med olika förhistoriska varelser som samverkade med varandra och sin omgivning utifrån fossila belägg.

## Komposition
Många av varelserna avbildas i blodtörstiga och våldsamma mellanhavanden: I centrum biter en stor fisködla en svanödla i halsen, en annan svanödla försöker överraska en krokodil på stranden, medan en annan hugger tag i en passerande flygödla i bakgrunden. Denna betoning av våldsamheten i naturen var typisk för regency-perioden och De la Beche översatte Conybeares beskrivning i ord till en beskrivning i bild. Några av fisködlorna avbildas medan de fångar olika fiskar vars ben och fjäll hade hittats i koproliter och några av djuren ses också defekera vilket med tiden gav upphov till dagens koproliter. Utöver ryggradsdjuren finns det åtskilliga evertebrater som belemniter (vilka avbildtats som tioarmade bläckfiskar) och en ammonit som flyter omkring som en pappersbåt. På bottnen finns det flera lättare igenkännliga ammonitskal och också några sjöliljor, av vilka några mycket välbevarade exemplar hittats vid Lyme Regis, har avbildats i det nedre högra hörnet.
En av de egenskaper hos målningen som var mest påfallande för dåtiden, men som idag är välbekant, är att den visar händelser både över och under vattenytan. Tidigare porträtt visade djuren på land (eller sedda från land) och denna "akvarievy" kom inte att accepteras och bli vanligt förekommande förrän ungefär två årtionden senare och när De la Beche gav ut andra upplagan av sin A Geological Manual och i denna inkluderade bilder från det förflutna hade han gått tillbaka till "övervattensvyn".
Scharfs litografi var inte en direkt kopia av De la Beches originalakvarell, utan en hel del ändringar gjordes (på baksidan av akvarellen finns pennteckningar av en haj och en pleisosaur som antas vara De la Beches ändringar till tryckaren).

## Användning och inflytande
Trycken var ganska populära och vid något tillfälle ritades litografin om och en större upplaga trycktes 1837 med numrering och förklaring. William Buckland hade en uppsättning tryck tillhands som han lät cirkulera under sina föreläsningar. Exemplar började skickas till utländska geologer, inklusive Cuvier i Frankrike. Leopold von Buch visade litografin för publik i Berlin den 4 februari 1831 och prisade de brittiska framstegen inom geologin och ställde nya frågor om de geologiska förändringsprocesserna.
Ett tryck nådde uppenbarligen också Georg August Goldfuss eftersom han, tydligt påverkad av De la Beches arbete, inklucerade en scen från Jura, som grundade sig på fossil från Jurabergen, i sista kapitlet av sin bokserie om tyska fossil (Petrefacta Germaniae). Buckland skrev till De la Beche och uppmanade honom att skapa fler scener innan tyskarna hade förbrukat alla de bästa idéerna. De la Beche tillverkade inte fler scener i samma skala, men han inkluderade flera mindre och enklare scener av förhistoriskt liv i andra upplagan av sin Geological Manual 1832. Henri Lecoq hade en övervattensvy som visar tydliga influenser från Duria Antiquior som frontispis i sin  Éléments de géologie et d'hydrographie (1838). Dylika scener höll sig inte bara till vetenskapliga verk: Geologen John Phillips tillverkade ett träsnitt av en invecklad förhistorisk scen, som visade på uppenbart inflytande från såväl Duria Antiquior som Goldfuss jurassiska scen, som publicerades i den populära tidskriften Penny Magazine och en annan illustration som lånade från Duria Antiquior dök upp i ett franskt illustrerat uppslagsverk över naturhistoria 1834. Sådana scener från urtiden visade tydligt på framstegen inom paleontologin och bidrog till att övertyga såväl lärda som allmänhet att man kunde göra uttalanden om förhistorien med någorlunda säkerhet.

## Senare versioner

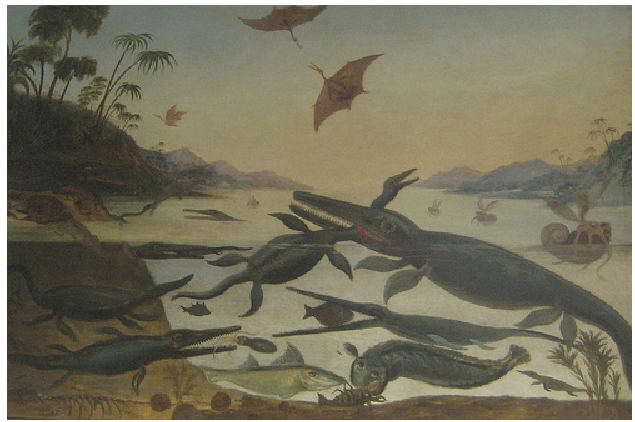
Den stora oljemålning som Robert Farren målade cirka 1850 utifrån Scharfs litografi.

Den schweiziske geologiprofessorn Francois Jules Pictet de la Rive lät producera en liten version av Duria Antiquior till sista volymen av sin Traité élémentaire de paléontologie (1844-46), som var en trogen kopia av Scharfs litografi, bortsett från att exkrementerna raderats, vilket var den första versionen som publicerats i en bok. Någon gång runt 1850 gjorde Robert Farren en stor (190×268 cm) oljemålning på uppdrag av Adam Sedgwick (även denna version saknade exkrementer). Sedgwick lär ha använt den för sin undervisning vid Cambridge, där den nu finns på Sedgwick Museum. Konstnären Richard Bizley från Lyme Regis tillverkade, i samarbete med paleontologen David Ward, en uppdaterad version av scenen som återspeglade modern kunskap om djuren 2007.